# Búrlivé víno
Búrlivé víno je slovenský každodenní televizní seriál vysílaný v letech 2013–2017 na TV Markíza. Seriál se odehrává ve vinařském prostředí a již od roku 2013 přináší osudy dvou vinařských rodin, propojených přátelstvím a rozdělovaných dávnými tajemstvími. Seriál je postaven na tradičních hodnotách a kromě romantiky nabízí také silné dramatické příběhy na pozadí slovenských reálií. Začal se vysílat 1. ledna 2013 a rychle se stal úspěšným. Vysílal se každý pracovní den v 17.55, avšak vzhledem k stoupající sledovanosti se přesunul do hlavního vysílacího času v 20.30. Od 1. března 2016 se seriál vysílá úterky a čtvrtky ve 21:40. Od 4. dubna 2016 se kvůli klesající sledovanosti vysílal od pondělí do pátku v 17:50. Na podzim 2016 běžela 8. řada, poslední devátá řada byla odvysílána v létě 2017.

## Obsazení

### Postavy (1. řada)
- Nela Pocisková jako Nina Roznerová
- Juraj Loj jako MUDr. Martin Rozner
- Emil Horváth jako Ivan Dolinský
- Monika Hilmerová jako Eva Roznerová, rod. Dolinská
- Henrieta Mičkovicová jako Ingrid Horská
- Barbora Švidraňová jako Karin Kučerová
- Ľuboš Kostelný jako Róbert Říční
- Marek Majeský jako Slavomír Dolinský
- Marián Slovák jako Stanislav Rozner (zemřel)
- Jana Oľhová jako Viera Roznerová
- Martin Mňahončák jako Peter Rozner
- Alena Ďuranová jako JUDr. Dáša Roznerová, rod. Samuelisové
- Ján Jackuliak jako Igor Oravec
- Maroš Kramár jako Miroslav Petránsky
- Táňa Radeva jako Viola Petránsky
- Helena Krajčiová jako Dorota Oravcová
- Richard Labuda jako Jakub Rozner
- Eva Rysová jako Anna Roznerová
- Milan Bahúl jako Alexander Tóth (zemřel)
- Filip Tůma jako André Simonett[1]
- Laura Hritzová jako Laura Říční
- Jakub Lorencovič jako Ďuro Petránsky
- Ivan Letko jako Zoltán Nagy
- Vladimír Černý jako MUDr. Zikmund Buranovský
- Eva Pavlíková jako Salomé Buranovský
- Ľubomír Roman jako Eugen Baxa (zemřel)
- Ivana Kubáčková jako Mirka Horská
- Róbert Halák jako Reni Sobolák
- Juraj Ďurdiak jako Gérard Simonet (zemřel)
- Marek Masopust jako MUDr. Jursa
- Barbora Žilecký jako sestra Lenka
- Roman Martinský jako číšník Roman
- Ivan Nagy jako Váňa Brouk
- Karin Haydu jako Alice Roznerová (zemřela)
- Ľudmila Swanová jako Agneša Fazolová-Králiková
- Alfréd Swan jak místní kněz
- Mara loukám jako zdravotní sestra v Kongu - Aysha
- Eva Večeřová jako paní čekající na letišti
- Veronika Strapková jako Ildikó
- Ján Révai jako Karl

### Nové postavy (2. řada)
- Branislav Deák jako Braňo Vrbovský
- Kristína Turjanová jako MUDr. Rita Kernová
- Alžběta Bartošová jako Ľubka Lorincová
- Ivan Palúch jako Gustáv Mikuláš
- Marta Potančoková jako Doc. Klára Šimkovičová
- Pavel Bruchala jako MUDr. Drahoš Škorec[2]
- Stano Král jako MUDr. Sýkora
- Michal Jánoš jako Krysa
- Milo Král jako Erik Halada (zemřel)[3]
- Dagmar Sanitrová jako Mgr.Silvia Vrbovská
- Richard Klvač jako kapitán Otto žalud[4]

- Ivan Romančík jako prof. MUDr. Jozef Kern (zemřel)
- Edita Borsová jako Mgr. Božena Mrázová
- Ján Gallovič jako bývalý ředitel nemocnice Paulovič
- Vladimír Oktávec jako primář Timko
- Katarína kolejových jako sestra Lukášová
- Roman Juraško jako moderátor TV show

### Nové postavy (3. řada)
- Peter Nádasdi jako Maxim Zachar
- Eva Matějková jako Eliška (zemřela)
- Natália Puklušová jako Santa
- Attila Mokos jako Tibor Oláh (zemřel)
- Dušan Kaprálik jako Jozef Juhasz
- Štefan Kožka jako Marián Marček
- Marcel Ochránek jako Jan Polák
- Karol Čálik jako Marcel Králík
- Marián Mitaš jako Michal Oláh (zemřel)
- Oľga Belešová jako Drahuše Chrobáková
- Ivan Šándor jako Jan Janek[4]
- Zoroslav Laurinc jako novinář Mráz
- František Výrostko jako šarlatán Salvatorius
- Ľubomír Bukový jako Gábor
- Igor Krempaský jako nadporučík na policii[4]

- Emma Tarageľová jako Laurina spolužačka Vanesa
- Viktor Vincze jako novinář TV[5]
- David Selecký jako Laurin taneční partner Paťo

### Nové postavy (4. řada)
- Zdena Studenková jako MUDr. Adela Luteránová
- Erika Havasi jako Edita
- Zuzana Skopalová jako lékařka na psychiatrii Ivica
- Juraj Predmerský jako zastupující primátor a později kandidát na primátora Hrobník
- Ivan Vojtek jako kpt. Nosný[4]

- Martina Kveluvelová jako Helena Moravcová[4]
- Anton Šulík ml. Jako Jonáš rozkol
- Kamil Kollárik jako hacker Jorik
- Lukáš Dóza jako trenér Doroty Oravcová
- Pavel Karell jako advokát Abraham
- Ivo Heller jako bohatý Rakušan Hans

### Nové postavy (5. řada)
- Vladimír Kobielský jako Karel Kramer
- Dušan Szabó jako Vavřinec Sklenář[6]
- Ivana Kuxová jako Lýdia Borodáčova
- Terezka Heftyová jako stélky Kramerová
- Anna Nováková jako Jarka
- Ivana Počiatková jako svatební agentka
- Rebeka Poláková jako Naďa Rácová
- Marko Kramár jako malý Jurko Vagač
- Přemysl Boublík jako Viliam Vagač (zemřel)
- Karin Olasová jako Daniela Vagáčová (zemřela)
- Oľga Solárová jako Vilémovým matka paní Vagáčová
- Roman Poláčik jako Nadin přítel Rado
- Branislav Matuščin jako psychiatr Šaňo
- Branislav Bajus jako vyšetřovatel kpt. Lieskovský[4]

- Ján Topľanský jako prof. Jan Borecký
- Michal Ďuriš jako konkurent burčák s.r.o.
- Noël Czuczor jako Adrian Gondola
- Oľga Šalagová jako zákaznice burčák s.r.o.
- Andrej Anderko jako předseda firmy Exterkontu s.r.o.
- Peter Mattes jako druhý předseda Exterkontu s.r.o.[7]
- Ján Greššo jako Fedor Borodáč (zemřel)
- Petr Vágner jako Tomáš Král
- Paula Bakoš Staroňová jako Stanka Mészárosová
- Dominika Žiaranová jako Milica Kovačič
- Viliam Hřídel jako starý Kovacic (zemřel)
- Jarmila Hittnerová Frličková jako Mgr. Eva Solanová - Ředitelka ZŠ[8]
- Marta mátový jako zdravotní sestra
- Ondrej Gubač jako lékař
- Daniela Mackovičová jako Kristína Rácová / sestra Magdaléna /
- Filip Kreutz jako pacient MUDr. Martina Roznera[9][10]

### Nové postavy (6. řada)
- Tomáš Maštalír jako Richard, Riči Kramer "
- Michal Spiellman jako Laurin přítel Pali Lukáš
- Barbora Mišíková jako Helena

### Nové postavy (7. řada)
- Roman Luknár jako Milan Fiala
- Petra Vajdová jako Diana Zacharová
- Sabinka Grláková jako Natálka

- Juraj Bača jako Viktor Fiala
- Zuzana Porubjaková jako Linda Tóthová
- Viktoria Valúchová jako Tamara Sklenárová
- Marek Ťapák jako Mathias Dalth
- Petra Millerová jako skočce stará známá - baletka Zoja
- Elena Podzámska jako právnička Karla Kramera

## Řada
| Řada | Řada | Počet částí | Původně vysílané | Původně vysílané  | Vysílané na |
| Řada | Řada | Počet částí | Premiéra série   | Finále série      | Vysílané na |
| ---- | ---- | ----------- | ---------------- | ----------------- | ----------- |
|      | 1    | 109         | 1. leden 2013    | 18. červen 2013   | TV Markíza  |
|      | 2    | 95          | 20. červen 2013  | 18. prosinec 2013 | TV Markíza  |
|      | 3    | 86          | 20. leden 2014   | 26. červen 2014   | TV Markíza  |
|      | 4    | 68          | 18. srpen 2014   | 11. prosinec 2014 | TV Markíza  |
|      | 5    | 91          | 5. leden 2015    | 25. červen 2015   | TV Markíza  |
|      | 6    | 58          | 17. srpen 2015   | 17. prosinec 2015 | TV Markíza  |
|      | 7    | 81          | 4. leden 2016    | 2. červen 2016    | TV Markíza  |
|      | 8    |             | 26. září 2016    |                   | TV Markíza  |

## Vysílání ve světě
| Země     | Název                | TV stanice | Datum premiéry  |
| -------- | -------------------- | ---------- | --------------- |
| Vietnam  |                      | Hanoi TV 2 |                 |
| Maďarsko | Bor, mámor, szerelem | Story 4    | 30. květen 2016 |